# ماما زمانها جاية
هي أغنية للمطرب محمد فوزي الفها فتحي قورة ولحنها محمد فوزي خصيصا للأطفال مع عدد اخر من الأغانى وهي من أشهرهم على الإطلاق وأغنية «ذهب الليل وطلع الفجر» وكان هذا في الخمسينات من القرن العشرين، وكان يعتبر من أوائل اللأغانى المصورة للتليفزيون.